# Mónica Cavallé
Mónica Cavallé Cruz (Las Palmas de Gran Canaria, 1967) es una filósofa española. Fundó la Asociación Española para la Práctica y el Asesoramiento Filosóficos. Dirige actualmente la Escuela de Filosofía Sapiencial.

## Trayectoria
Se licenció en Filosofía en la Universidad de Navarra, y más tarde se doctoró en Filosofía en la Universidad Complutense de Madrid (UCM) con la tesis: Naturaleza del yo en el vedanta advaita, a la luz de la crítica al sujeto de Heidegger. Realizó el Máster Universitario en Ciencias de la religión. Ha ocupado el puesto de profesora ayudante universitaria de Filosofía Práctica y fue coordinadora de seminarios de “Introducción Filosófica al Hinduismo y al Budismo” en la Universidad Complutense de Madrid. Ejerce desde 1999 como filósofa asesora. Fundó la Asociación Española para la Práctica y el Asesoramiento Filosóficos (ASEPRAF), siendo su primera presidenta y, posteriormente, su presidenta honorífica. Creó y dirige actualmente la Escuela de Filosofía Sapiencial, en la que promueve la recuperación de la raíz sapiencial de la filosofía. 
Es conocida por sus libros sobre filosofía perenne y sabiduría oriental ―en particular, sobre Vedanta Advaita―, y por sus publicaciones sobre filosofía como arte de vida.
Su labor filosófica se ha centrado en conectar la Filosofía con nuestro yo y nuestra vida cotidiana, además de su potencial liberalizador. Para alcanzar dicha labor, ha tratado de acercar la “Filosofía Sapiencial” a la filosofía de todas las épocas y culturas que hayan tenido como ideal la sabiduría, es decir, que hayan buscado abarcar todas las dimensiones del ser humano. 

## Publicaciones
Mónica Cavallé Cruz ha publicado diversos artículos en revistas especializadas como: Cuadernos para el diálogo, Apuntes Filosóficos, Revista ETOR: educación, tratamiento y orientación racional, Sarasvati: estudios de Oriente-Occidente para impulsar un renacer humanista, entre otras. Ha realizado colaboraciones en obras colectivas como:
- El vedanta advaita ante el sufrimiento. Mónica Cavallé Cruz. Filosofía y dolor / coord. por Moisés González García, 2006, ISBN 84-309-4364-1, p. 19-62.
- Qué es el asesoramiento filosófico. Mónica Cavallé Cruz. La filosofía a las puertas del tercer milenio / coord. por José Barrientos Rastrojo, Francisco Antonio Macera Garfia, José Ordóñez-García, 2005, ISBN 84-609-6005-6, p. 43-69.
- Un acercamiento a la noción de "desesperación" de la mano de Sören Kierkegaard. Mónica Cavallé Cruz. Ciencias humanas y sociedad: la Fundación Oriol-Urquijo (1953-1993) / coord. por Javier Prades, Gilberto Gutiérrez López, 1993, ISBN 84-7490-310-6, p. 33-45.

Además ha publicado libros como:
- La sabiduría de la no-dualidad. Una reflexión comparada entre Nisargadatta y Heidegger. Barcelona, Kairós, 2008.
- Arte de vivir, arte de pensar. Introducción al asesoramiento filosófico. Mónica Cavallé Cruz, Julián Domingo Machado Fernández. Desclée De Brouwer. ISBN 84-330-2132-X

- La Filosofía, maestra de vida: respuestas a las inquietudes de la mujer de hoy. Aguilar. Castellano. ISBN 9788403094895 300 p.
- La sabiduría recobrada. Filosofía como terapia. Madrid, Oberón (Grupo Anaya), 2002; Madrid, Martínez Roca (Grupo Planeta), 2006; Barcelona, Kairós, 2011. Mursia, Milano, 2013.